# ポラリス (BLUE ENCOUNTの曲)
「ポラリス」は、日本のロックバンドであるBLUE ENCOUNTの楽曲、および2019年11月20日にKi/oon Musicから発売された同バンド11枚目のシングル。CD発売にさきがけて11月16日に先行配信リリースされた。

## 概要
前作「バッドパラドックス」以来2ヶ月ぶりのシングル。
表題曲「ポラリス」は読売テレビ・日本テレビ系 アニメ『僕のヒーローアカデミア』の第4期オープニングテーマ。
CDのみの通常盤には表題曲のほか、カップリングとして9月に生配信したスタジオライブ「Studio Live “to B.E. continued”2019.09.18」より「DAYxDAY」「だいじょうぶ」の2曲がライブ音源として収録される。

## 収録曲

### 期間生産限定盤
| 全作詞・作曲: 田邉駿一。 |                                                               |          |            |                        |
| #                        | タイトル                                                      | 作詞     | 作曲・編曲 | 編曲                   |
| 1.                       | 「ポラリス」(TVアニメ『僕のヒーローアカデミア』第4期OPテーマ) | 田邉駿一 | 田邉駿一   | BLUE ENCOUNT・玉井健二 |
| 2.                       | 「DAYxDAY」(ライブ音源)                                       | 田邉駿一 | 田邉駿一   |                        |
| 3.                       | 「だいじょうぶ」(ライブ音源)                                  | 田邉駿一 | 田邉駿一   |                        |
| 4.                       | 「ポラリス（TV Size）」                                       | 田邉駿一 | 田邉駿一   |                        |
| 5.                       | 「ポラリス（Instrumental/TV Size)」                           | 田邉駿一 | 田邉駿一   |                        |

| #  | タイトル                                                         | 作詞 | 作曲・編曲 |
| -- | ---------------------------------------------------------------- | ---- | ---------- |
| 1. | 「「僕のヒーローアカデミア」ノンクレジットオープニングムービー」 |      |            |

### 初回生産限定盤
| 全作詞・作曲: 田邉駿一。 |              |          |            |
| #                        | タイトル     | 作詞     | 作曲・編曲 |
| 1.                       | 「ポラリス」 | 田邉駿一 | 田邉駿一   |
| 2.                       | 「girl」     | 田邉駿一 | 田邉駿一   |

| 「Studio Live “to B.E. continued”2019.09.18」 |                                    |      |            |
| #                                             | タイトル                           | 作詞 | 作曲・編曲 |
| 1.                                            | 「バッドパラドックス」(ライブ映像) |      |            |
| 2.                                            | 「DAYxDAY」(ライブ映像)            |      |            |
| 3.                                            | 「FREEDOM」(ライブ映像)            |      |            |
| 4.                                            | 「幻聴」(ライブ映像)               |      |            |
| 5.                                            | 「ポラリス」(ライブ映像)           |      |            |
| 6.                                            | 「だいじょうぶ」(ライブ映像)       |      |            |
| 7.                                            | 「はじまり」(ライブ映像)           |      |            |
| 8.                                            | 「to B.E. continued 2014〜2019」   |      |            |

### 通常盤
| 全作詞・作曲: 田邉駿一。 |                              |          |            |
| #                        | タイトル                     | 作詞     | 作曲・編曲 |
| 1.                       | 「ポラリス」                 | 田邉駿一 | 田邉駿一   |
| 2.                       | 「DAYxDAY」(ライブ音源)      | 田邉駿一 | 田邉駿一   |
| 3.                       | 「だいじょうぶ」(ライブ音源) | 田邉駿一 | 田邉駿一   |